# Мауро Берруто
Мауро Берруто (італ. Mauro Berruto; нар. 8 травня 1969, Турин) — італійський волейбольний тренер і політик.

## Життєпис
Народжений 8 травня 1969 року в Турині.
Тренував грецькі волейбольні клуби «Олімпіакос» (помічник головного тренера, 1996—1998) і «Панатінаїкос» (2007—2008), італійські клуби (зокрема, «Лечче Пен» (Турин, 1994—1996), «Акква Парадізо Ґабека Монтік'ярі» (Acqua Paradiso Gabeca Montichiari, 2008—2009), «Акква Парадізо Монца» (2009—2010), «Лубе Банка Марке Мачерата» (Lube Banca Marche Macerata, 2010—2011), чоловічі збірні Фінляндії (2005—2010) та своєї країни (2010—2015; у 2014—2015 роках його помічником був Джанлоренцо Бленджіні).

### Досягнення
- володар Кубка виклику ЄКВ 2005, 2011,
- чемпіон Греції 1998,
- володар Кубка Греції: 1998, 2008.